# Černíkov
Černíkov (en allemand : Tschernikau, précédemment : Czernikau) est une commune du district de Klatovy, dans la région de Plzeň, en République tchèque. Sa population s'élevait à 368 habitants en 2021.

## Géographie
Černíkov se trouve à 13 km à l'ouest-nord-ouest de Klatovy, à 40 km au sud-sud-ouest de Plzeň et à 119 km au sud-ouest de Prague.
La commune est limitée par Úboč et Všepadly au nord, par Poleň et Bezděkov à l'est, par Dlažov, Libkov et Loučim au sud, et par Kdyně, Úsilov, Mezholezy u Černíkova et Němčice à l'ouest.

## Histoire
La première mention écrite de la localité date de 1379.

## Administration
La commune se compose de cinq sections :
- Černíkov
- Nevděk
- Rudoltice
- Slavíkovice
- Vílov

## Galerie

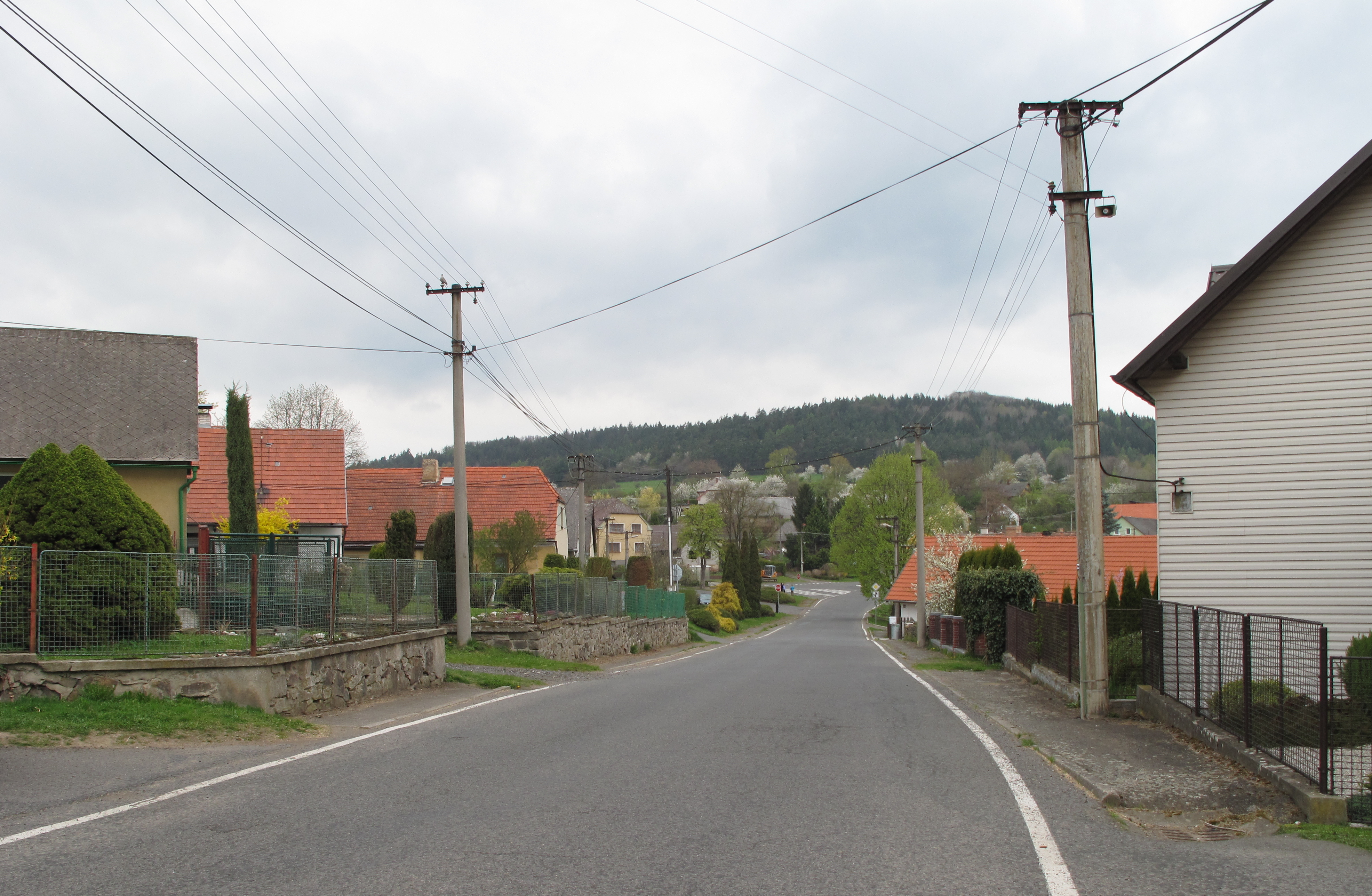
Černíkov : rue principale.
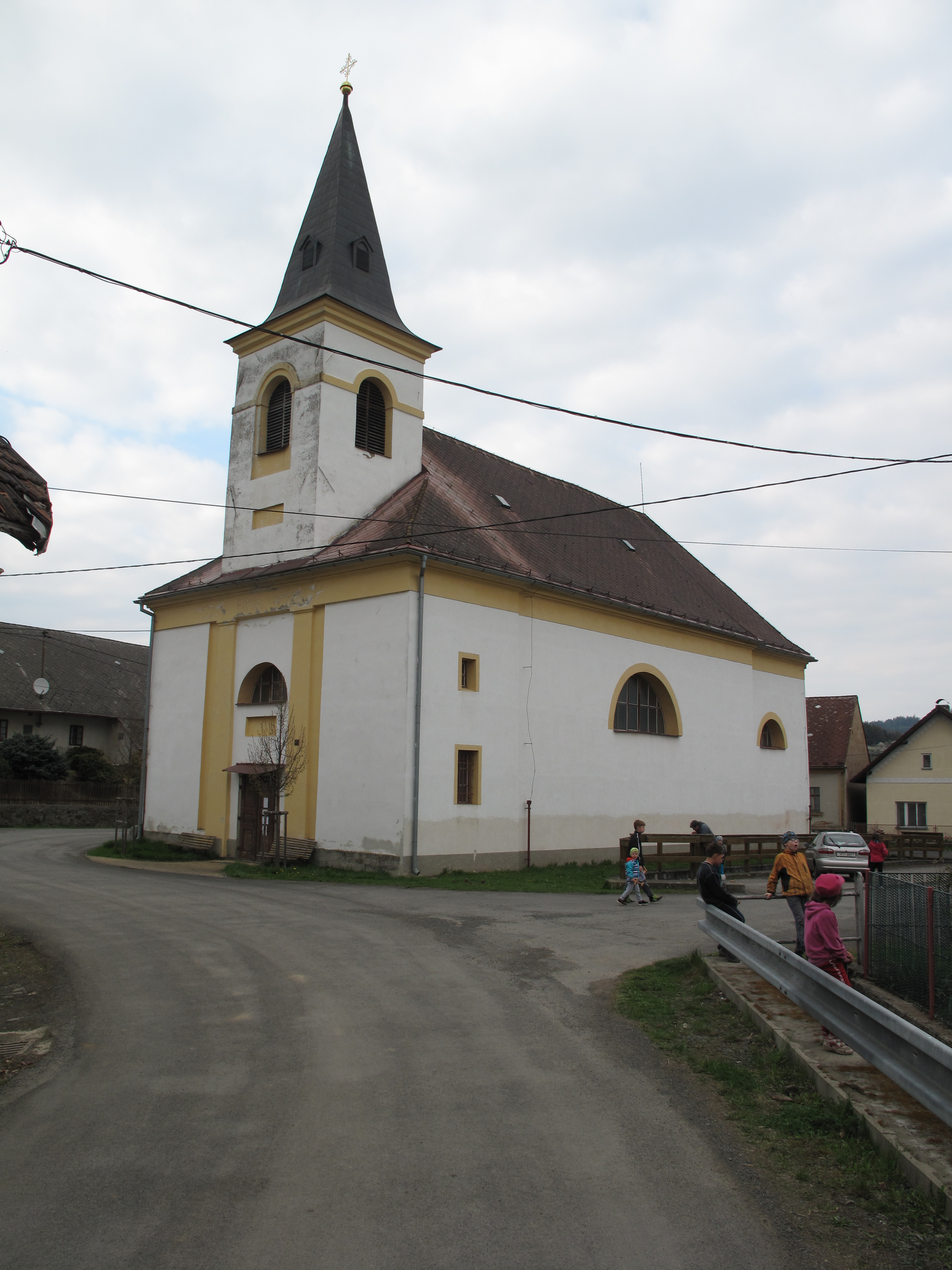
Église Saint-Joseph.

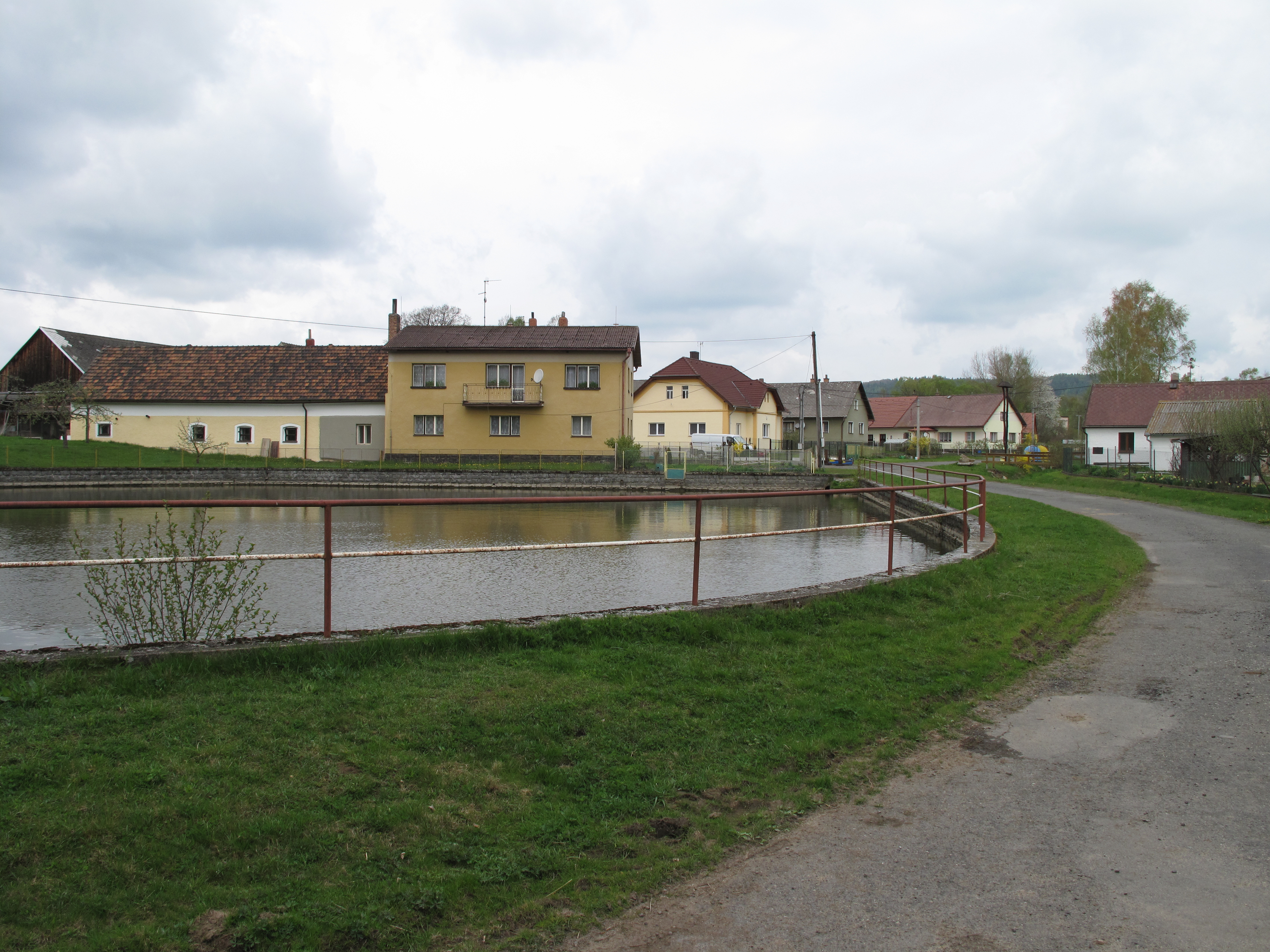
Hameau de Rudoltice.

## Transports
Par la route, Černíkov se trouve à 17 km de Klatovy, à 51 km de Plzeň et à 139 km de Prague.